# Aranđelovo
Aranđelovo är en ort i Bosnien och Hercegovina.   Den ligger i entiteten Republika Srpska, i den södra delen av landet, 130 kilometer söder om huvudstaden Sarajevo. Aranđelovo ligger 346 meter över havet och antalet invånare är 103.
Terrängen runt Aranđelovo är huvudsakligen kuperad, men åt sydost är den bergig. Aranđelovo ligger nere i en dal.Närmaste större samhälle är Trebinje, 16,2 kilometer väster om Aranđelovo. 
I omgivningarna runt Aranđelovo växer i huvudsak blandskog. Runt Aranđelovo är det ganska tätbefolkat, med 62 invånare per kvadratkilometer.